# Yzeures-sur-Creuse
Yzeures-sur-Creuse település Franciaországban, Indre-et-Loire megyében. Lakosainak száma 1345 fő (2022. január 1.). Yzeures-sur-Creuse Boussay, Lésigny, La Roche-Posay, Néons-sur-Creuse, Bossay-sur-Claise, Chambon, Preuilly-sur-Claise, Tournon-Saint-Pierre és Vicq-sur-Gartempe községekkel határos.

## Népesség
A település népessége az elmúlt években az alábbi módon változott:
| Lakosok száma | 1588 | 1820 | 1747 | 1467 | 1447 | 1421 | 1380 | 1354 | 1337 | 1345 |
|               | 1968 | 1982 | 1990 | 2006 | 2013 | 2015 | 2017 | 2019 | 2020 | 2022 |